# Andrena viridissima
Andrena viridissima är en biart som beskrevs av Ribble 1968. Andrena viridissima ingår i släktet sandbin, och familjen grävbin. Inga underarter finns listade i Catalogue of Life.